# Строкатка бджолина
Строкатка бджолина, або бджоложук звичайний (Trichodes apiarius) — вид жуків родини строкатки (Cleridae). Личинки паразитують у вуликах медоносних бджіл.

## Опис
Жук до 10-16 мм завдовжки з яскравим забарвленням. Тіло темно-синє, передньоспинка блискуча, у дрібних цяточках, синя. Надкрила червоні, дві перев'язі і вершина оксамитово-чорні або темно-сині, у густих чорних волосках. Вусики біля основи жовто-червоні. Самка зазвичай більша за самця.

## Спосіб життя

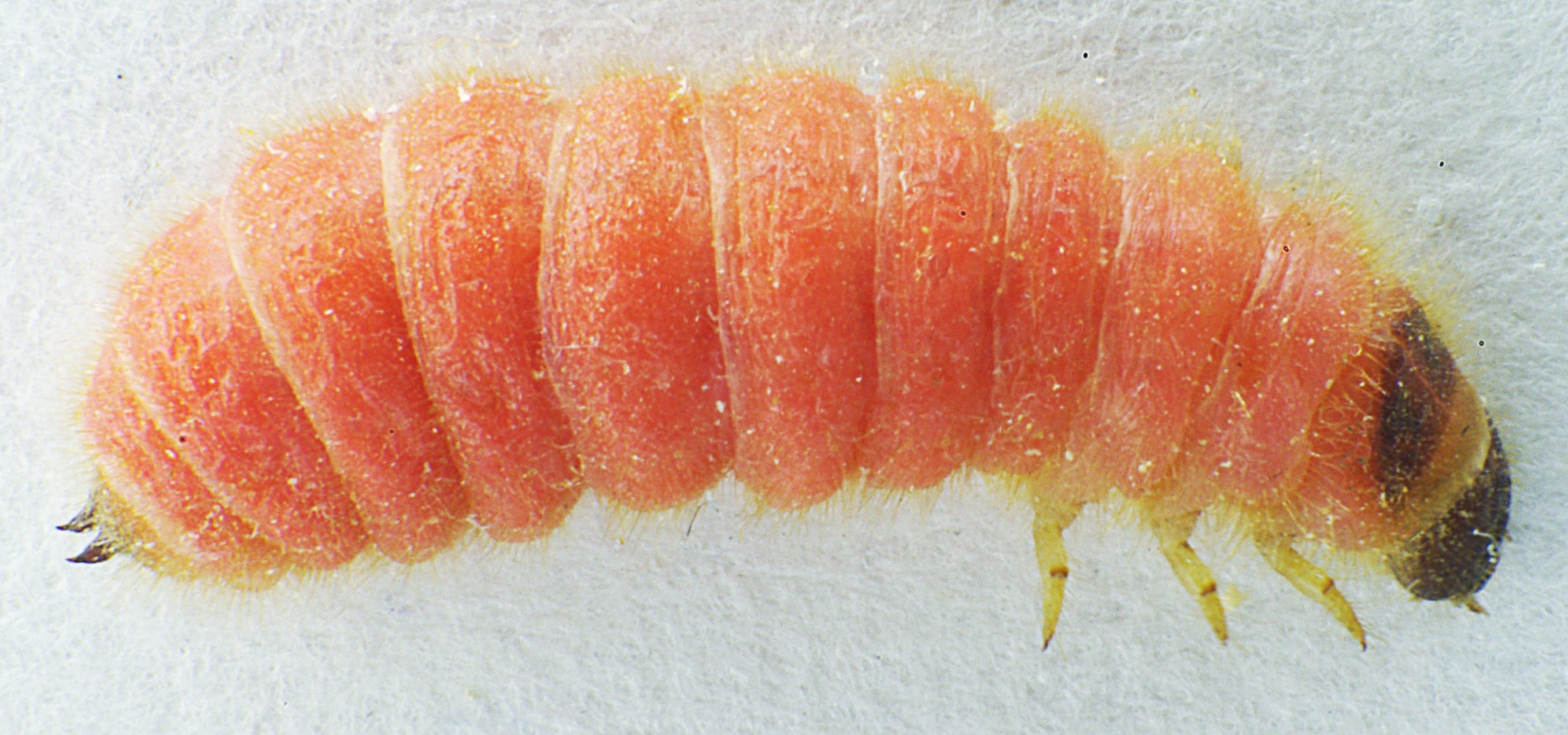
Личинка

Дорослих жуків можна зустріти на квітах окружкових та складноцвітих рослин. Там жуки відкладають яйця, а личинки, які виходять із яєць, чіплюються до бджіл і так потрапляють у вулики. Там личинки жуків живляться личинками та лялечками бджіл, а також ослабленими або нещодавно загиблими дорослими бджолами. На зиму личинка заповзає у щілину, а навесні знову продовжує поїдати личинок бджіл. Лише наприкінці травня другого року вона залишає вулик, заривається в землю і перетворюється на лялечку, з якої через 4–5 тижнів виходить доросла особина. Дорослі жуки трапляються протягом травня — червня, вони живляться комахами.